# Божичка река
Божичка река извире испод Била, на самој граници Србије и Бугарске, на надморској висини од око 1.700 m, да би се испред села Божица спојила са Мутницом која извире испод Колунице, на власинској висоравни. Власинска висораван, између атара села Божице и села Власина чини вододелницу Егејског и Црноморског слива. У Божичку реку се код Босилеграда улива Љубатска река, а потом, испред сам границе са Републиком Бугарском, и Бранковачка река, дајући у Бугарској Драговиштицу, која се улива у Струму. Божичка река припада Егејском сливу. Њен ток у нашој земљи је око 50 километара.